# Astropecten armatus
Astropecten armatus là tên của một loài sao biển thuộc họ Astropectinidae. Người ta thấy chúng sống ở những vùng đáy biển có cát hoặc sỏi ở phía đông Thái Bình Dương trong khu vực từ California đến Ecuador.

## Mô tả
Loài sao biển này có mặt trên bằng phẳng và đường kính khoảng 17 cm. Phần giữa của chúng nhỏ và 5 cánh thì thuôn dài, đầu cánh nhọn, hơi hướng lên. Phần nay và bao gồm cánh thì láng. Cánh của nó có nhiều gai ở rìa. Chân ống thì nhọn và không có giác bám. Mặt trên có màu nâu hơi vàng, hồng đục hoặc xám và màu sắc của chúng bị ảnh hưởng bởi chất nền. Mặt dưới thì có màu vàng nhạt hoặc màu ngà.

## Phân bố và môi trường sống
Astropecten armatus sinh sống ở khu vực từ vịnh San Pedro tại California đến Ecuador. Xa về phía tây của vùng ven biển Mexico, loài này là loài có số lượng lớn nhất trong khu vực thích hợp của nó tại độ sâu từ 5 đến 115 mét. Loài này ưa thích chất nền là sỏi, cát và người ta hay thấy chúng đưa lưng lên khỏi mặt nước khi bám trên các trầm tích.

## Sinh vật học
Astropecten armatus là loài sao biển di chuyển nhanh, nó có thể "lướt" trên cát bằng những chân ống của mình. Khi bị lật ngửa vì nhiều nguyên nhân, nó dễ dàng trở về trạng thái ban đầu khi búng một lần. Nếu chúng bị chồng lên nhau thì chúng sẽ tản ra rất nhanh. Nó là loài săn mồi, thức ăn chính của nó là loài ốc biển Olivella biplicata. Mỗi ngày, Astropecten armatus sẽ ăn một cá thể của loài ốc kia. Khi không tìm được thức ăn chính của nó, nó sẽ ăn các loài cầu gai dẹt, loài Renilla reniformis và cũng sẵn sàng ăn xác cá chết.